# Raymone
Pour les articles homonymes, voir Duchateau.
Raymone Duchâteau, dite Raymone, née à Gardanne le 11 août 1896 et morte à Genève le 15 mars 1986, est une actrice française.

## Biographie
Elle fait partie de la troupe de Louis Jouvet.
En 1917, elle rencontre le poète Blaise Cendrars dont elle devient la compagne et la muse. Après une relation houleuse, ils se marient civilement le 27 octobre 1949 à Sigriswil (Suisse), puis religieusement le 1er mai 1959 à l'église Saint-Dominique à Paris, après la conversion de Cendrars au catholicisme.

## Filmographie
- 1920 : Tristan et Yseult de Maurice Mariaud
- 1923 : La venere nera de Blaise Cendrars
- 1934 : Maître Bolbec et son mari de Jacques Natanson
- 1937 : La Dame de pique de Fedor Ozep - Glacha
- 1938 : Ramuntcho de René Barberis - La voisine
- 1938 : Café de Paris de Yves Mirande et Georges Lacombe - La dame des lavabos
- 1938 : La Fin du jour de Julien Duvivier - La patronne du bistrot
- 1938 : Hôtel du Nord de Marcel Carné - Jeanne, l'employée de l'hôtel
- 1939 : Dernière Jeunesse de Jeff Musso - Jeannette
- 1939 : Derrière la façade de Georges Lacombe et Yves Mirande - La bonne de Mme Mathieu
- 1939 : Remorques de Jean Grémillon - La bonne de l'hôtel
- 1940 : La Fille du puisatier de Marcel Pagnol
- 1940 : Untel père et fils de Julien Duvivier
- 1943 : La Boîte aux rêves de Yves Allégret
- 1943 : Service de nuit de Jean Faurez - Joséphine
- 1944 : Mademoiselle X de Pierre Billon
- 1944 : Le Père Goriot de Robert Vernay
- 1945 : Fils de France de Pierre Blondy
- 1945 : Mensonges de Jean Stelli
- 1945 : Mission spéciale de Maurice de Canonge - film tourné en deux époques -
- 1945 : La Route du bagne de Léon Mathot
- 1948 : Vire-vent de Jean Faurez
- 1949 : L'École buissonnière de Jean-Paul Le Chanois - L'aveugle
- 1950 : Sous le ciel de Paris de Julien Duvivier - Mme Hermenault
- 1952 : La Fête à Henriette de Julien Duvivier - La marchande de souvenirs
- 1956 : Mémoires d'un flic de Pierre Foucaud - Louise
- 1956 : Le Cas du docteur Laurent de Jean-Paul Le Chanois - Mme Loubet
- 1956 : Sous le ciel de Provence de Mario Soldati - "Professeur"
- 1957 : Le Chômeur de Clochemerle de Jean Boyer - Mme Coton
- 1957 : Filles de nuit de Maurice Cloche
- 1958 : Prisons de femmes de Maurice Cloche - Une vieille détenue
- 1959 : Le Testament du docteur Cordelier de Jean Renoir - Mme des Essarts
- 1962 : Les Bostoniennes (du roman d'Henry James), téléfilm d'Yves-André Hubert : Miss Birdseye
- 1963 : Des pissenlits par la racine de Georges Lautner - La femme qui chante "Y'a un cadavre dans la contrebasse"
- 1964 : Le Théâtre de la jeunesse : La Sœur de Gribouille d'après La Sœur de Gribouille de la comtesse de Ségur, réalisation en 2 parties Yves-André Hubert
- 1965 : En votre âme et conscience, épisode : La canne à épée de  Marcel Cravenne
- 1965 : Le Théâtre de la jeunesse : Sans-souci ou Le Chef-d'œuvre de Vaucanson d'Albert Husson, réalisation Jean-Pierre Decourt
- 1966 : Le Théâtre de la jeunesse : L'homme qui a perdu son ombre d'Adelbert von Chamisso, réalisation Marcel Cravenne
- 1968 : Sarn de Claude Santelli
- 1969 : Que la bête meure de Claude Chabrol - La mère de Paul

## Théâtre
- 1938 : Le Corsaire de Marcel Achard, mise en scène Louis Jouvet, Théâtre de l'Athénée
- 1955 : Intermezzo de Jean Giraudoux, mise en scène Jean-Louis Barrault, Théâtre Marigny, Théâtre des Célestins